# Miroslav Gábriš
Miroslav Gábriš (* 26. dubna 1962) je bývalý slovenský fotbalista.

## Fotbalová kariéra
Hrál za Inter Bratislava. V československé lize nastoupil ve 20 utkáních a dal 2 góly.

## Ligová bilance
| Ročník                                   | Zápasy | Góly | Klub             |
| ---------------------------------------- | ------ | ---- | ---------------- |
| 1. československá fotbalová liga 1985/86 | 20     | 2    | Inter Bratislava |
| CELKEM                                   | 20     | 2    |                  |